# Arnesano
Arnesano ist eine südostitalienische Gemeinde (comune) mit 3899 Einwohnern (Stand 31. Dezember 2023) in der Provinz Lecce in Apulien. Die Gemeinde liegt etwa 7 Kilometer westsüdwestlich von Lecce im nördlichen Salento.

## Verkehr
Am östlichen Rand der Gemeinde verläuft die Strada Statale 694 Tangenziale Ovest di Lecce.

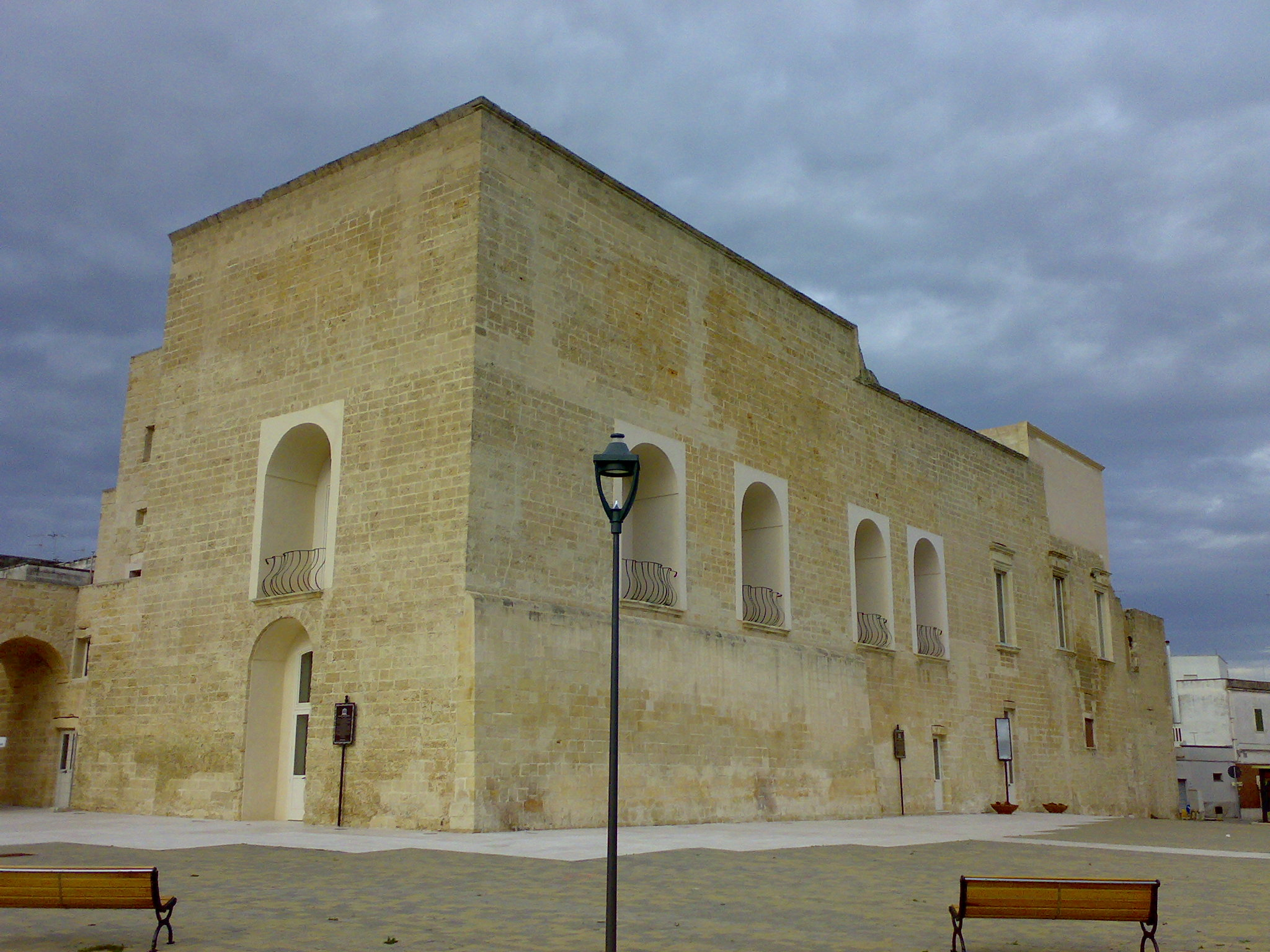
Palast in Arnesano